# New Stanton
New Stanton és una població dels Estats Units a l'estat de Pennsilvània. Segons el cens del 2000 tenia 1.906 habitants.

## Demografia
Segons el cens del 2000, New Stanton tenia 1.906 habitants, 870 habitatges, i 508 famílies. La densitat de població era de 187,3 habitants/km².
Dels 870 habitatges en un 22,9% hi vivien nens de menys de 18 anys, en un 45,5% hi vivien parelles casades, en un 10% dones solteres, i en un 41,5% no eren unitats familiars. En el 34,8% dels habitatges hi vivien persones soles l'11% de les quals corresponia a persones de 65 anys o més que vivien soles. El nombre mitjà de persones vivint en cada habitatge era de 2,1 i el nombre mitjà de persones que vivien en cada família era de 2,72.
Per edats la població es repartia de la següent manera: un 16,9% tenia menys de 18 anys, un 8,4% entre 18 i 24, un 32,3% entre 25 i 44, un 27,2% de 45 a 60 i un 15,1% 65 anys o més.
L'edat mediana era de 40 anys. Per cada 100 dones de 18 o més anys hi havia 93,3 homes.
La renda mediana per habitatge era de 32.206 $ i la renda mediana per família de 38.981 $. Els homes tenien una renda mediana de 33.487 $ mentre que les dones 24.276 $. La renda per capita de la població era de 19.358 $. Entorn del 10,8% de les famílies i el 12,7% de la població estaven per davall del llindar de pobresa.

## Poblacions més properes
El següent diagrama mostra les poblacions més properes.